# Продукти праці
Проду́кт пра́ці (від латів.(латинський) productus — вироблений, створений), споживна вартість, речовина природи, пристосована працею працівника за допомогою знарядь виробництва до людських потреб. Продукт праці є матеріальний результат праці людини. 
Предмети праці, що піддаються обробці в процесі виробництва, змінюють свою форму, перетворюються на Продукт праці, які розпадаються на засоби виробництва і предмети вжитку. 
Засоби виробництва (машини, сировина і матеріали) йдуть у виробничий вжиток, а предмети вжитку (продукти харчування, одяг, взуття тощо) — в індивідуальне, особисте споживання. 
Продукт праці придатний для різних способів використання. Наприклад, зерно може служити сировиною на млині, винокурному заводі використовуватися як корм на тваринницькій фермі або насіння для відтворення. Продукт праці, що існує в готовій для вжитку формі, може знов стати сировиною для виробництва ін. продукту, як наприклад, виноград — для виробництва вина. Чи є конкретна споживна вартість сировиною, засобом праці або Продукт праці, цілком залежить від певної функції і місця її в процесі праці.
Продукт праці в умовах товарного виробництва виготовляється для продажу, тобто стає товаром, який володіє не лише споживною вартістю, але і вартістю. При капіталізмі власниками Продукту праці є не робітники, що створюють продукти, а капіталісти — власники засобів виробництва. У соціалістичному суспільстві в умовах панування суспільної власності на засоби виробництва Продукт праці належить трудящим.